# Liste der Stolpersteine in Berlin-Lübars
Die Liste der Stolpersteine in Berlin-Lübars enthält die Stolpersteine im Berliner Ortsteil Lübars im Bezirk Reinickendorf, die an das Schicksal der Menschen erinnern, die im Nationalsozialismus ermordet, deportiert, vertrieben oder in den Suizid getrieben wurden. Die Tabelle ist teilweise sortierbar; die Grundsortierung erfolgt alphabetisch nach dem Familiennamen.
| Bild | Name          | Standort      |  | Verlegedatum | Leben                                                                    |
| ---- | ------------- | ------------- |  | ------------ | ------------------------------------------------------------------------ |
|      | Walter Budeus | Am Fölzberg 9 |  | 7. Juni 2013 | * 29. Oktober 1902 in Zossen; † 21. August 1944 im Zuchthaus Brandenburg |